# جیگر و پونی
جیگِر و پونی (انگلیسی: Jigger & Pony) یک بار کوکتل در سنگاپور است.
این میکده در سال ۲۰۲۲، به‌عنوان دومین میخانهٔ برتر آسیا انتخاب شد.